# Nordamerikanische Meisterschaften im Biathlon 2013
Die Nordamerikanischen Meisterschaften im Biathlon 2013 wurden vom 16. bis 20. März im Whistler Olympic Park im kanadischen Whistler ausgetragen. Sowohl Männer als auch Frauen traten jeweils in den Disziplinen Sprint, Verfolgung und Massenstart an. Die Wettkämpfe wurden zugleich als Kanadische Meisterschaften gewertet und gingen in die Wertung des NorAm-Cups ein.

## Männer

### Sprint 10 km
| Platz | Sportler          | Schieß- fehler | Zeit      |
| ----- | ----------------- | -------------- | --------- |
| 1     | Nathan Smith      | 0-2            | 0:25:53.7 |
| 2     | Kurtis Wenzel     | 0-0            | +59.9     |
| 3     | Bill Bowler       | 0-1            | +1:18.0   |
| 4     | Marc-André Bédard | 1-3            | +1:30.2   |
| 5     | Mark Johnson      | 0-1            | +1:51.5   |
| 6     | Matt Neumann      | 1-3            | +1:54.5   |
| 7     | Raleigh Goessling | 1-1            | +1:59.7   |
| 8     | Vincent Blais     | 0-2            | +2:16.9   |
| 9     | David Grégoire    | 0-2            | +2:23.0   |
| 10    | Andrew Chisholm   | 1-1            | +3:35.0   |
| 11    | Ryan Burlingame   | 1-1            | +4:03.3   |
| 12    | Marc Sheppard     | 0-1            | +4:18.0   |
| 13    | Kai Skinstad      | 1-2            | +6:10.7   |
| 14    | Elijah MacCulloch | 1-3            | +6:31.5   |
| 15    | Kevin Jacobsen    | 3-2            | +7:05.2   |
| 16    | Sean Kato         | 1-4            | +7:06.8   |
| 17    | David Poffenroth  | 0-1            | +7:07.8   |
| 18    | Chris Fletcher    | 2-1            | +7:38.4   |
| 19    | Alex Frost        | 0-4            | +7:58.7   |
| 20    | Ben Scott         | 1-2            | +8:11.7   |
| 21    | Aaron Scott       | 2-2            | +8:23.2   |
| 22    | Konrad Thiel      | 3-4            | +10:31.9  |
| 23    | David Tuss        | 1-3            | +12:02.1  |
| 24    | Evan Girard       | 5-2            | +13:03.2  |
| dns   | Christian Gow     |                |           |
| dns   | Brendan Green     |                |           |

Datum: Samstag, 16. März 2013

Am Start waren 24 von 26 gemeldeten Läufer aus den USA und aus Kanada.

### Verfolgung 12,5 km
| Platz | Sportler           | Schieß- fehler | Zeit      |
| ----- | ------------------ | -------------- | --------- |
| 1     | Kurtis Wenzel      | 0-0-0-0        | 0:32:16.2 |
| 2     | Nathan Smith       | 0-0-1-2        | +6.9      |
| 3     | Raileigh Goessling | 1-0-0-0        | +59.5     |
| 4     | Marc-André Bédard  | 0-1-1-1        | +1:07.2   |
| 5     | Bill Bowler        | 0-1-1-1        | +1:54.4   |
| 6     | Mark Johnson       | 0-0-1-1        | +2:39.5   |
| 7     | David Grégoire     | 0-2-2-1        | +3:32.5   |
| 8     | Vincent Blais      | 0-2-2-3        | +4:19.3   |
| 9     | Matt Neumann       | 3-2-4-2        | +4:55.3   |
| 10    | Andrew Chisholm    | 2-3-1-2        | +6:41.6   |
| 11    | Ryan Burlingame    | 3-1-2-3        | +7:58.8   |
| 12    | Elijah MacCulloch  | 0-1-2-2        | +8:05.3   |
| 13    | Kai Skinstad       | 2-0-5-1        | +8:43.9   |
| 14    | Marc Sheppard      | 2-2-1-1        | +9:12.2   |
| 15    | Alex Frost         | 0-0-2-1        | +9:43.7   |
| 16    | Kevin Jacobsen     | 0-1-2-3        | +10:04.6  |
| 17    | Sean Kato          | 1-0-2-1        | +10:39.3  |
| 18    | David Poffenroth   | 1-1-2-1        | +11:21.2  |
| 19    | Konrad Thiel       | 2-0-1-1        | +11:25.2  |
| 20    | Ben Scott          | 1-4-2-2        | +14:17.0  |
| 21    | Aaron Scott        | 1-1-4-3        | +14:26.2  |
| 22    | Chris Fletcher     | 3-2-2-1        | +16:03.9  |
| 23    | David Tuss         | 0-3-2-1        | +17:27.6  |
| 24    | Evan Girard        | 4-3-2-1        | +18:31.5  |

Datum: Sonntag, 17. März 2013

Am Start waren alle 24 durch den Sprint startberechtigten Biathleten aus den USA und aus Kanada.

### Massenstart 15 km
| Platz | Sportler           | Schieß- fehler | Zeit      |
| ----- | ------------------ | -------------- | --------- |
| 1     | Nathan Smith       | 1-0-0-2        | 0:37:53.0 |
| 2     | Marc-André Bédard  | 0-0-4-0        | +44.9     |
| 3     | Bill Bowler        | 0-1-2-1        | +1:27.0   |
| 4     | Kurtis Wenzel      | 0-0-1-1        | +1:38.2   |
| 5     | Vincent Blais      | 0-1-2-0        | +2:18.6   |
| 6     | David Grégoire     | 1-0-1-0        | +2:22.9   |
| 7     | Raileigh Goessling | 0-1-2-2        | +2:23.0   |
| 8     | Matt Neumann       | 2-3-2-1        | +3:05.4   |
| 9     | Mark Johnson       | 1-1-2-1        | +3:32.5   |
| 10    | Andrew Chisholm    | 0-0-1-0        | +4:01.7   |
| 11    | Ryan Burlingame    | 0-0-1-4        | +6:09.9   |
| 12    | David Poffenroth   | 1-0-1-0        | +7:00.6   |
| 13    | Kai Skinstad       | 1-1-2-3        | +7:44.5   |
| 14    | Marc Sheppard      | 2-1-1-2        | +7:47.1   |
| 15    | Elijah MacCulloch  | 1-1-2-2        | +9:19.8   |
| 16    | Alex Frost         | 0-0-0-4        | +10:06.0  |
| 17    | Chris Fletcher     | 2-1-1-2        | +10:36.9  |
| 18    | Ben Scott          | 1-1-1-2        | +10:53.5  |
| 19    | Kevin Jacobsen     | 2-1-2-3        | +11:03.0  |
| 20    | Konrad Thiel       | 2-0-3-2        | +12:12.6  |
| 21    | Aaron Scott        | 1-2-0-2        | +12:32.3  |
| 22    | Evan Girard        | 4-2-1-0        | +17:05.3  |
| 23    | David Tuss         | 2-1-3-1        | +17:45.1  |
| dns   | Christian Gow      |                |           |

Datum: Dienstag, 19. März 2013

Am Start waren 23 von 24 gemeldeten Biathleten aus den USA und aus Kanada.

## Frauen

### Sprint 7,5 km
| Platz | Sportler            | Schieß- fehler | Zeit      |
| ----- | ------------------- | -------------- | --------- |
| 1     | Audrey Vaillancourt | 0-0            | 0:21:35.5 |
| 2     | Megan Heinicke      | 0-3            | +1:31.6   |
| 3     | Corrine Malcolm     | 1-1            | +2:06.7   |
| 4     | Kathryn Stone       | 2-3            | +3:54.0   |
| 5     | Claude Godbout      | 5-2            | +4:03.7   |
| 6     | Emma Lunder         | 2-3            | +4:44.4   |
| 7     | Julia Ransom        | 2-4            | +4:58.8   |
| 8     | Melanie Schultz     | 0-2            | +5:00.4   |
| 9     | Andrea Mayo         | 2-1            | +5:59.1   |
| 10    | Betsy Mawdsley      | 1-3            | +6:25.1   |
| 11    | Jennifer Paterson   | 2-1            | +6:59.0   |
| 12    | Alicia Hurley       | 0-3            | +9:24.6   |
| 13    | Jessica Biggs       | 3-2            | +9:34.3   |

Datum: Samstag, 16. März 2013

Am Start waren alle 14 gemeldeten Läuferinnen aus den USA und aus Kanada sowie Leysan Valiullina (6.) aus Russland als Gaststarterin.

### Verfolgung 10 km
| Platz | Sportler            | Schieß- fehler | Zeit      |
| ----- | ------------------- | -------------- | --------- |
| 1     | Audrey Vaillancourt | 1-0-1-2        | 0:31:43.4 |
| 2     | Julia Ransom        | 0-0-2-1        | +1:18.9   |
| 3     | Megan Heinicke      | 1-0-5-1        | +1:46.0   |
| 4     | Claude Godbout      | 0-2-3-1        | +1:56.1   |
| 5     | Corrine Malcolm     | 3-0-3-1        | +3:24.4   |
| 6     | Kathryn Stone       | 0-3-4-2        | +5:15.6   |
| 7     | Emma Lunder         | 2-2-2-1        | +5:18.6   |
| 8     | Betsy Mawdsley      | 1-0-2-2        | +7:32.8   |
| 9     | Jennifer Paterson   | 1-1-2-1        | +9:35.1   |
| 10    | Jessica Biggs       | 2-1-2-1        | +10:28.4  |
| 11    | Andrea Mayo         | 1-3-5-1        | +10:57.8  |
| dns   | Melanie Schultz     |                |           |

Datum: Sonntag, 17. März 2013

Am Start waren zwölf der dreizehn gemeldeten Biathletinnen aus den USA und Kanada einschließlich wiederum Leysan Valiullina (5.) als russische Gaststarterin.

### Massenstart 12,5 km
| Platz | Sportler            | Schieß- fehler | Zeit      |
| ----- | ------------------- | -------------- | --------- |
| 1     | Audrey Vaillancourt | 0-0-0-0        | 0:34:54.1 |
| 2     | Megan Heinicke      | 0-0-1-0        | +0.1      |
| 3     | Corrine Malcolm     | 1-0-1-0        | +1:44.1   |
| 4     | Julia Ransom        | 2-0-1-1        | +2:14.1   |
| 5     | Claude Godbout      | 0-1-3-0        | +3:37.6   |
| 6     | Rosanna Crawford    | 1-1-2-2        | +3:49.4   |
| 7     | Emma Lunder         | 1-1-1-0        | +3:51.3   |
| 8     | Melanie Schultz     | 0-1-0-1        | +5:21.7   |
| 9     | Kathryn Stone       | 2-3-4-2        | +7:54.6   |
| 10    | Jessica Biggs       | 2-0-1-1        | +8:35.0   |
| 11    | Jennifer Paterson   | 2-0-3-1        | +10:15.1  |
| 12    | Betsy Mawdsley      | 3-1-1-2        | +12:03.1  |
| 13    | Lori Selby          | 2-3-3-3        | +17:05.3  |

Datum: Dienstag, 19. März 2013

Alle 14 gemeldeten Athletinnen nahmen an dem Wettkampf teil. Am Start war auch wieder Leysan Valiullina (8.) aus Russland.

## Junioren
Sprint 10 km 16. März 2013 (Top 3)
| Platz | Sportler     | Schieß- fehler | Zeit      |
| ----- | ------------ | -------------- | --------- |
| 1     | Macx Davies  | 1-1            | 0:27:16.2 |
| 2     | Casey Smith  | 1-1            | +35.6     |
| 3     | Menno Arendz | 1-0            | +1:43.8   |

Verfolgung 12,5 km 17. März 2013 (Top 3)
| Platz | Sportler     | Schieß- fehler | Zeit      |
| ----- | ------------ | -------------- | --------- |
| 1     | Macx Davies  | 0-1-2-1        | 0:33:32.5 |
| 2     | Casey Smith  | 3-0-0-0        | +2:29.3   |
| 3     | Menno Arendz | 1-1-1-0        | +2:42.8   |

Massenstart 12,5 km 19. März 2013 (Top 3)
| Platz | Sportler     | Schieß- fehler | Zeit      |
| ----- | ------------ | -------------- | --------- |
| 1     | Macx Davies  | 0-1-2-2        | 0:32:03.0 |
| 2     | Casey Smith  | 0-0-0-2        | +22.2     |
| 3     | Menno Arendz | 0-0-0-0        | +57.6     |

## Juniorinnen
Sprint 7,5 km 16. März 2013 (Top 3)
| Platz | Sportler        | Schieß- fehler | Zeit      |
| ----- | --------------- | -------------- | --------- |
| 1     | Rose-Marie Côté | 0-4            | 0:25:02.8 |
| 2     | Erin Yungblut   | 0-3            | +38.5     |
| 3     | Emma Lodge      | 3-3            | +1:33.2   |

Verfolgung 10 km 17. März 2013 (Top 3)
| Platz | Sportler        | Schieß- fehler | Zeit      |
| ----- | --------------- | -------------- | --------- |
| 1     | Rose-Marie Côté | 0-0-3-0        | 0:34:18.5 |
| 2     | Emma Lodge      | 0-1-1-3        | +1:08.3   |
| 3     | Erin Yungblut   | 1-1-3-1        | +1:44.1   |

Massenstart 10 km 19. März 2013 (Top 3)
| Platz | Sportler         | Schieß- fehler | Zeit    |
| ----- | ---------------- | -------------- | ------- |
| 1     | Emma Lodge       | 0-0-1-2        | 31:18.8 |
| 2     | Rose-Marie Côté  | 1-0-1-2        | +49.8   |
| 3     | Kelsey Dickinson | 3-1-0-3        | +3:14.2 |